# Marignier
Marignier – miejscowość i gmina we Francji, w regionie Owernia-Rodan-Alpy, w departamencie Górna Sabaudia.
Według danych na rok 1990 gminę zamieszkiwały 4322 osoby, a gęstość zaludnienia wynosiła 216 osób/km² (wśród 2880 gmin regionu Rodan-Alpy Marignier plasuje się na 194. miejscu pod względem liczby ludności, natomiast pod względem powierzchni na miejscu 504.).